# Äktenskapsbyrån
Äktenskapsbyrån (en suec Agència matrimonial) és una pel·lícula muda sueca del 1913 dirigida per Victor Sjöström.

## Sinopsi
El jove Petterkvist, tip de no trobar la promesa adequada, acudeix a una agència matrimonial

## Repartiment
- Helfrid Lambert - Mrs. Petterkvist
- Victor Lundberg - Petterkvist

## Producció
La pel·lícula es va estrenar el 27 de gener de 1913 al Kocks Biograf de Malmö. La pel·lícula es va rodar a l'estudi Biografteatern de Lidingö amb exteriors rodats en un vaixell a les aigües de Lidingö per Julius Jaenzon.

## Enllaços exters
- Äktenskapsbyrån al Svensk Filmdatabas